# ドイチェ・フースバルマイスターシャフト1911-1912
ドイチェ・フースバルマイスターシャフト 1911-1912 はドイツサッカー協会によって開催された第10回目のクラブチーム全国大会である。ホルシュタイン・キールが初優勝し、1回目のドイチャー・フースバルマイスターの座に就いた。

## 概要
大会史上初めて、かつて決勝で顔を合わせたことのある2クラブが再び頂点を争った。今回は二年前とは逆の結果となり、ホルシュタイン・キールがカールスルーアーFVに雪辱を果たし、北ドイツサッカー協会に初のドイツ王座をもたらした。

## 出場クラブ[2]
決勝大会エントルンデには、各地域協会王者7クラブと前回ドイツ王者、計8クラブが出場した。また1911年4月29日、DFBの圧力により、ベルリン＝ブランデンブルク地域の主導権争いを続けていた三団体、ベルリン球技クラブ協会・マルクサッカー協会・ベルリン陸上競技クラブ協会が合併し、新たにブランデンブルク球技クラブ協会 (Verband Brandenburgischer Ballspielvereine, 略称VBB) が発足。これにより、過去20年以上続いた紛争に終止符が打たれ、同地域のサッカー統括権・全国出場枠は一本化された。前回王者枠の復活はこれと関係している。ただし今回はベルリナー・ヴィクトリアが前回王者枠を手にしているので、初代VBB王者のBFCプロイセンと合わせ、ベルリンからは2クラブが本大会に出場した。
| クラブ                            | 出場資格                                                          |
| BuEVダンツィヒ                    | バルティッシェ・フースバルマイスターシャフト1911-1912優勝         |
| ATVリークニッツ                   | ズュートオストドイチェ・フースバルマイスターシャフト1911-1912優勝 |
| ベルリナーFCプロイセン            | VBBベルリナー・フースバルマイスターシャフト1911-1912優勝          |
| ベルリナーTuFCヴィクトリア89      | 前回王者                                                          |
| SpVgg1899ライプツィヒ＝リンデナウ | ミッテルドイチェ・フースバルマイスターシャフト1911-1912優勝       |
| ホルシュタイン・キール            | ノルトドイチェ・フースバルマイスターシャフト1911-1912優勝         |
| ケルナーBC01                      | ヴェストドイチェ・フースバルマイスターシャフト1911-1912優勝       |
| カールスルーアーFV                | ズュートドイチェ・フースバルマイスターシャフト1911-1912優勝       |

## 準々決勝
開催日： 1912年5月5日・12日

会場：Heinrich-Ehlers-Platz (ダンツィヒ)、Güntzwiesen (ドレスデン)、シュポルトプラッツ・ホーエルフト (ハンブルク)、Kampfbahn Am Alten Wasserturm (メンヒェングラートバッハ)
| チーム #1                     | スコア | チーム #2              |
| ----------------------------- | ------ | ---------------------- |
| FVホルシュタイン・キール      | 2–1    | ベルリナーFCプロイセン |
| カールスルーアーFV            | 8–1    | ケルナーBC01           |
| SpVggライプツィヒ＝リンデナウ | 3–2    | ATVリークニッツ        |
| ベルリナーTuFCヴィクトリア89  | 7–0    | BuEVダンツィヒ         |

北東部王者BuEVダンツィヒと対戦したドイツ王者ベルリナー・ヴィクトリアは、エーリヒ・アーントのハットトリックにより前半を3-0で折り返した。後半はパウル・クーグラーとシャイペの得点、ヴィリ・ヴォアピツキーの2ゴールで加点し、7-0で圧勝した。因みに、ダンツィヒの右サイドの選手パウル・レンハルトは、1910年大会決勝にホルシュタイン・キールの選手として出場していた。
中部王者ライプツィヒ=リンデナウは南東部王者リーグニッツと対戦し、3-2で勝利した。前半はエルンスト・ダーテの得点でライプツィヒの1-0リードで終了、後半に入り47分にフェアヴェルトの同点ゴールで1-1となった。ライプツィヒは53分フェルディナント・ミュッケンハイムが決め再度勝ち越し、さらに69分オットー・ホフマンのPKで突き放すと、リーグニッツの反撃を84分の得点者不明ゴールのみに抑え、逃げ切った。
北部王者ホルシュタイン・キールは、2-1でブランデンブルク王者BFCプロイセンに逆転勝ちした。BFCプロイセンはロベルト・クリューガーが前半30分に先制点、キールは試合終盤の84分にヴィリ・フィック、次いで87分ダーヴィト・ビンダーが立て続けに決めた。
西部王者ケルナーBC1901と南部王者カールスルーアーFVによる準々決勝最後の試合では、8-1の大差で下馬評通りにKFVが圧勝した。得点者は、KFVがフリッツ・フェルデラー二点、ゴットフリート・フクス二点、フリッツ・チェルターとマックス・ブロイニヒとユリウス・ヒルシュが一点ずつ。ケルナー唯一の得点は、スコアを1-4とした69分のオウンゴール (KFVのヘルマン・ボッシュ)であった。

## 準決勝
開催日： 1912年5月19日

会場：ウニオン=プラッツ (ベルリン＝マリエンドルフ)、FFV-Platz Roseggerstraße (フランクフルト・アム・マイン)
| チーム #1              | スコア  | チーム #2                    |
| ---------------------- | ------- | ---------------------------- |
| ホルシュタイン・キール | 2–1 aet | ベルリナーTuFCヴィクトリア89 |
| カールスルーアーFV     | 3–1     |                              |

ホルシュタイン・キールにとって、ヴィリ・ヴォアピツキーをはじめとする昨季ドイツ王者ベルリナー・ヴィクトリアの攻撃陣は脅威だったが、しかしふたを開けてみるとキールの攻撃力も相手を十分に押し込み、0-0のまま90分が終了した。106分にキールのダーヴィト・ビンダーが均衡を破り、その一分後ヴィクトリアも相手GKアドルフ・ヴェルナーのオウンゴールですぐ追いつく。最後は延長後半129分にビンダーがこの日自身二点目を決め、2-1で王者を下したキールが、二度目の決勝進出を果たした。
カールスルーアーFVは、3-1でライプツィヒ=リンデナウを破った。KFVはドイツ代表FWゴットフリート・フクスが負傷欠場したものの、前半のうちにフリッツ・フェルデラーの2ゴールで2-0とリード。後半ライプツィヒのオットー・ホフマンにPKを決められ一点差となるも、70分にフェルデラーがハットトリックを達成し3-1と突き放した。

## 決勝
| FVホルシュタイン・キール       | 1 - 0    | カールスルーアーFV |
| ------------------------------ | -------- | ------------------ |
| エアンスト・メラー 52分 (pen.) | レポート |                    |

| FVホルシュタイン・キール |  |                            |  |
|                          |  |                            |  |
|                          |  | アドルフ・ヴェアナー       |  |
|                          |  | ハンス・レーゼ             |  |
|                          |  | ハインリヒ・ホーマイスター |  |
|                          |  | ヴィリ・ツィンケ           |  |
|                          |  | ゲオーク・クローグマン     |  |
|                          |  | ハンス・デーニン           |  |
|                          |  | エアンスト・メラー         |  |
|                          |  | ヴィリ・フィック           |  |
|                          |  | フーゴー・フィック         |  |
|                          |  | ヘルムート・ボーク         |  |
|                          |  | ダーヴィト・ビンダー       |  |
| 監督                     |  |                            |  |
|                          |  |                            |  |

| カールスルーアーFV     |  |                            |
|                        |  |                            |
|                        |  | フランツ・ブアガー         |
|                        |  | マックス・ブロイニヒ       |
|                        |  | クアト・ヒューバー         |
|                        |  | エアンスト・ホルシュタイン |
|                        |  | ユリウス・ヒルシュ         |
|                        |  | ヴィルヘルム・グロス       |
|                        |  | ヘアマン・ボーシュ         |
|                        |  | フリッツ・チェアター       |
|                        |  | ヘアマン・ケーヒェレ       |
|                        |  | ゴットフリート・フクス     |
|                        |  | フリッツ・フェアデラー     |
| 監督                   |  |                            |
| ウィリアム・タウンリー |  |                            |

|  |  |

1910年度決勝戦の再現となった、ホルシュタイン・キールとカールスルーアーFVの頂上対決は、双方譲らぬタイトな展開から始まり、前半は0-0のまま終わった。52分、キールはヴィリ・フィックが敵陣エリア内で倒されPKを獲得、これをエルンスト・メラーが決めて先制した。先制後キールは巧みに1点リードを守り、対するKFVは高い評価を受けるCFゴットフリート・フクスの怪我が響いた。前半終了までギプスと包帯で膝を固めてプレーしたフクスは、結局その痛みからほとんど力を発揮できず、チームも敗れた。また、KFVのイングランド人監督ウィリアム・タウンリーは、この試合限定でSpVggフュルトからレンタルした指導者であった。

## FVホルシュタイン・キールのマイスターマンシャフト
| FVホルシュタイン・キール | |
|                          | - GK: アドルフ・ヴェアナー (3試合/-得点) - DF: ハインリヒ・ホーマイスター (3/-), ハンス・レーゼ (3/-) - MF: ハンス・デーニン (3/-), ゲオーク・クロークマン (3/-), ヴィリ・ツィンケ (c) (3/-) - FW: ダーヴィト・ビンダー (3/3), ヘルムート・ボーク (3/-), フーゴー・フィック (3/1), ヴィリ・フィック (3/-), エアンスト・メラー (3/1) - 監督: - |

## 得点ランキング[7]
ATVリーグニッツは1ゴールだけ得点者不明である。
| 選手 | 選手                               | クラブ                       | 出場数 | 得点数 |
| ---- | ---------------------------------- | ---------------------------- | ------ | ------ |
| 1.   | フリッツ・フェアデラー             | カールスルーアーFV           | 3      | 6      |
| 2.   | エーリヒ・アント                   | ベルリナーTuFCヴィクトリア89 | 2      | 3      |
| 3.   | ダーヴィト・ビンダー               | FVホルシュタイン・キール     | 3      | 3      |
| 4.   | ゴットフリート・フクス             | カールスルーアーFV           | 2      | 2      |
| 4.   | オットー・ホフマン                 | SpVgg1899ライプツィヒ        | 2      | 2      |
| 4.   | ヴィリ・ヴォアピツキー             | ベルリナーTuFCヴィクトリア89 | 2      | 2      |
| 7.   | ローバート・クリューガー           | ベルリナーFCプロイセン       | 1      | 1      |
| 7.   | Verwerd                            | ATVリークニッツ              | 1      | 1      |
| 9.   | エアンスト・ダーテ                 | SpVgg1899ライプツィヒ        | 2      | 1      |
| 9.   | パウル・クーグラー                 | ベルリナーTuFCヴィクトリア89 | 2      | 1      |
| 9.   | フェアディナント・ミュッケンハイム | SpVgg1899ライプツィヒ        | 2      | 1      |
| 9.   | Schiepe                            | ベルリナーTuFCヴィクトリア89 | 2      | 1      |
| 13.  | マックス・ブロイニヒ               | カールスルーアーFV           | 3      | 1      |
| 13.  | フーゴー・フィック                 | FVホルシュタイン・キール     | 3      | 1      |
| 13.  | ユリウス・ヒルシュ                 | カールスルーアーFV           | 3      | 1      |
| 13.  | エアンスト・メラー                 | FVホルシュタイン・キール     | 3      | 1      |
| 13.  | フリッツ・チェアター               | カールスルーアーFV           | 3      | 1      |